# Ilhas Salomão
As Ilhas Salomão (em inglês Solomon Islands, pronunciado: [ˈsɒləmən ˈaɪləndz]) são um país no oceano Pacífico, na Melanésia, situados no arquipélago de mesmo nome (com exceção das ilhas Bougainville, Buca e outras ilhas menores que constituem a extremidade noroeste do arquipélago). O país inclui também as ilhas Santa Cruz e outras ilhas e atóis isolados. Tem fronteiras marítimas com a Papua-Nova Guiné, a oeste, com Nauru, a nordeste, e com Vanuatu, a sudeste. A capital e maior cidade do país é Honiara.
As ilhas foram habitadas por milhares de anos. Em 1568, o navegador espanhol Álvaro de Mendaña foi o primeiro europeu a chegar ao lugar, nomeando-os como Islas Salomón. A Grã-Bretanha definiu sua área de interesse no arquipélago das Ilhas Salomão em junho de 1893, quando o capitão Gibson RN, do HMS Curacoa, declarou o sul das Ilhas Salomão um protetorado britânico. Durante a Segunda Guerra Mundial, a Campanha nas Ilhas Salomão (1942-1945) sediou ferozes combates entre os Estados Unidos e o Império do Japão, como a Batalha de Guadalcanal.
O nome oficial da então administração britânica foi mudado de "Protetorado Britânico das Ilhas Salomão" para apenas "Ilhas Salomão" em 1975, e o autogoverno foi alcançado no ano seguinte. A independência foi obtida em 1978. Hoje, o estado soberano é uma monarquia constitucional com o chefe de Estado a ser o monarca britânico, presentemente Carlos III. Jeremiah Manele é o atual primeiro-ministro.

## Etimologia
Em 1568, o navegador espanhol Álvaro de Mendaña foi o primeiro europeu a visitar o arquipélago das Ilhas Salomão, mas não nomeou o arquipélago naquela época, apenas algumas ilhas individuais. Embora não tenham sido nomeadas por Mendaña, as ilhas foram posteriormente chamadas de Islas Salomón (Ilhas Salomão) por outros após relatos de sua viagem otimistamente confundidos com histórias do rico rei bíblico Salomão, acreditando que elas eram a cidade de Ofir mencionada na Bíblia. Durante a maior parte do período colonial, o nome oficial do território era "Protetorado Britânico das Ilhas Salomão" até a independência em 1978, quando foi alterado para "Ilhas Salomão", conforme definido na Constituição das Ilhas Salomão e como um reino da Comunidade das Nações sob este nome.
O artigo definido "as" não faz parte do nome oficial do país desde a independência, mas permanece em todas as referências à área antes da independência e é usado às vezes, tanto dentro quanto fora do país. Coloquialmente, as ilhas são chamadas simplesmente de "as Salomão".

## História
O Reino Unido estabeleceu um protetorado nas Ilhas Salomão na década de 1890. Alguns dos mais violentos combates na Segunda Guerra Mundial ocorreram nestas ilhas. O autogoverno foi alcançado em 1976 e a independência foi concedida em 7 de Julho de 1978. Os problemas atuais são a corrupção, as relações ligadas à terra, o défice governamental, a desflorestação e o controle da malária.
A longa turbulência civil levou a uma quebra quase total da atividade normal: os funcionários públicos permaneceram com salários em atraso durante meses, e as reuniões do governo tiveram de ser realizadas em segredo para impedir a interferência de senhores da guerra locais. As forças de segurança foram incapazes de reassumir o controle, em grande medida porque muitos dos membros da polícia e de outras forças de segurança estão associados a um ou outro dos grupos rivais.
Em julho de 2003, o governador-geral das Ilhas Salomão lançou um pedido oficial de ajuda à comunidade internacional, que foi depois apoiado pelo governo. Um contingente de segurança internacional de 2 200 polícias e militares, liderado pela Austrália e pela Nova Zelândia, e integrando representantes de outras 20 nações do Pacífico, começou a chegar no mês seguinte ao abrigo da Operação Helpem Fren. A contribuição australiana é conhecida como Operação Ânodo.

### Independência
Os conselhos locais foram estabelecidos na década de 1950, quando as ilhas se estabilizaram após a Segunda Guerra Mundial. Uma nova constituição foi estabelecida em 1970 e as eleições foram realizadas, embora a constituição tenha sido contestada e uma nova tenha sido criada em 1974. Em 1973, ocorreu o primeiro choque no preço do petróleo, e o aumento do custo de administração de uma colônia tornou-se aparente para os administradores britânicos.
Após a independência da vizinha Papua-Nova Guiné em 1975, conquistada da Austrália, as Ilhas Salomão ganharam autogoverno em 1976. A independência foi concedida em 7 de julho de 1978. O primeiro primeiro-ministro foi Sir Peter Kenilorea e as Ilhas Salomão mantiveram a monarquia como regime de governo. Em setembro de 2012, o duque e a duquesa de Cambridge visitaram as ilhas para marcar o 60º aniversário da adesão da Isabel II.

## Geografia
As Ilhas Salomão são uma pequena nação insular que se situa a leste da Papua-Nova Guiné e que consiste de muitas ilhas: Choiseul, as ilhas Shortland, as ilhas da Nova Geórgia, Santa Isabel, as ilhas Russell, as ilhas Florida, Malaita, Guadalcanal, Sikaiana, Maramasike, Ulawa, Uki, São Cristóvão, Santa Ana, Rennell, Bellona e as ilhas Santa Cruz. A distância entre as ilhas situadas mais a leste e as situadas mais a oeste é de cerca de 1 500 km. As ilhas de Santa Cruz, em especial, localizadas a norte de Vanuatu (país de que faz parte Tikopia), estão isoladas mais de 200 km das outras ilhas. Existem vulcões em vários graus de atividade em algumas das ilhas maiores, ao passo que a maior parte das menores são apenas pequenos atóis cobertos de areia e palmeiras.

### Ecologia
O arquipélago das Ilhas Salomão faz parte de duas ecorregiões terrestres distintas. A maioria das ilhas faz parte da ecorregião das florestas tropicais das Ilhas Salomão, que também inclui as ilhas de Bougainville e Buca. Essas florestas estão sob pressão das atividades florestais. As Ilhas Santa Cruz fazem parte da ecorregião das florestas tropicais de Vanuatu, juntamente com o arquipélago vizinho de Vanuatu. A pontuação do país no Índice de integridade da paisagem florestal, em 2019, foi de 7,19/10, classificando-o na 48ª posição global entre 172 países. A qualidade do solo varia de vulcânico extremamente rico (há vulcões com vários graus de atividade em algumas das ilhas maiores) a calcário relativamente infértil. Mais de 230 variedades de orquídeas e outras flores tropicais compõem a paisagem. Os mamíferos são escassos nas ilhas, sendo os únicos mamíferos terrestres os morcegos e pequenos roedores. Aves e répteis, entretanto, são abundantes.
As ilhas contêm vários vulcões ativos e adormecidos. Os vulcões Tinakula e Kavachi são os mais ativos.
No lado sul da Ilha de Vangunu, as florestas ao redor da pequena comunidade de Zaira são únicas, fornecendo habitat para pelo menos três espécies vulneráveis de animais. Os 200 habitantes humanos da área têm tentado fazer com que as florestas sejam declaradas áreas protegidas, para que a extração de madeira e a mineração não possam importunar e poluir as florestas virgens e o litoral.

## Demografia
Conforme dados de 2019, o país é habitado por 720 956 habitantes. A população salomônica é, em sua maioria, pertencente à etnia melanésia (94,5%) e, em menor medida, polinésia (3%) e micronésia (1,2%). Há também, um grupo significativo de etnia chinesa.
Estima-se que o número de línguas locais chegue a 74, dos quais 70 são línguas ativas e 4 são extintas, de acordo com o Ethnologue, Languages of the World. Nas ilhas centrais, as línguas da Melanésia são faladas no território. Embora o inglês seja a língua oficial, apenas 2% da população fala o idioma, sendo que a língua franca é o pijin.
Cerca de 10% da população das Ilhas Salomão tem cabelos loiros, uma característica nativa que não é o resultado de casamentos com os europeus, mas devido a uma variante do gene TYRP1. O alelo está ausente no genoma europeu.

### Religião
A religião nas Ilhas Salomão é predominantemente cristã, compreendendo 92% da população do país. As principais denominações cristãs são: a Igreja da Província da Melanésia, com 35% da população sendo adepta desta denominação, católicos, com 19% de seguidores, Igreja Evangélica Mares do Sul, com 17% da população sendo adepta, Igreja Unida em Papua-Nova Guiné e Ilhas Salomão (11%) e Igreja Adventista do Sétimo Dia, com 10% de adeptos. Outros 5% da população religiosa são praticantes de crenças indígenas. Há uma minoria islâmica, da Fé bahá'í, Testemunhas de Jeová, e de A Igreja de Jesus Cristo dos Santos dos Últimos Dias.

## Política

### Símbolos nacionais

#### Bandeira
A bandeira nacional das Ilhas Salomão foi oficialmente adaptada a 18 de Novembro de 1977. Os cinco grupos principais de ilhas são representados pelas cinco estrelas. O azul, supostamente representa o oceano circundante, enquanto o verde representa a terra. A faixa amarela é simbólica da luz solar.

#### Brasão de armas
O brasão de armas das Ilhas Salomão exibe um escudo emoldurado por um crocodilo e um tubarão. O lema surge por baixo e lê-se "Liderar É Servir". Sobre o escudo está um elmo decorado e coroado por um sol estilizado.

## Subdivisões
Subdivisões das Ilhas Salomão: as ilhas Salomão encontram-se em províncias.
Abaixo a lista das províncias e ilhas principais (de oeste para leste):
- Western ("ocidental"), com os grupos de ilhas Treasury, Shortland, que incluem Fauro e Choiseul e que fazem fronteira a oeste com a ilha de Bougainville, pertencente à Papua-Nova Guiné; ainda o grupo Nova Geórgia, com as ilhas Vella, Lavella, onde se encontra a capital da província, Gizo, Kolombagara, Nova Geórgia, Vangunu e *Mborokua;
- Isabel, com a ilha de Santa Isabel e São Jorge;
- Central, com os grupos de ilhas Russel e Florida; capital, Tulagi;
- Guadalcanal, com a ilha do mesmo nome, onde se encontra a capital do país, Honiara;
- Malaita, com as ilhas Malaita, Maramasike e Sikaiana;
- Makira, com a ilha de São Cristóvão (San Cristobal), com a capital, Kirakira;
- Bellona e Rennell, com as ilhas do mesmo nome e os "Recifes Indispensáveis" ("Indispensible Reefs"); e
- Temotu, com o grupo de ilhas de Santa Cruz, incluindo Nendö, onde se encontra a capital, Lata; esta província faz fronteira a sul com o Vanuatu.
- Choiseul;
- Honiara, a capital do país, tem o estatuto de território (como o Distrito Federal, no Brasil e o Distrito de Colúmbia, nos Estados Unidos).

## Economia

Principais produtos de exportação das Ilhas Salomão em 2019.

A economia é baseada na agricultura de subsistência que emprega 90% da população ativa. Embora o país tenha conseguido bons resultados sociais em alguns aspectos continua sendo um dos mais pobres do oceano Pacífico e um dos menos desenvolvidos do mundo, com altos índices de analfabetismo tem uma das mais altas taxas do mundo.

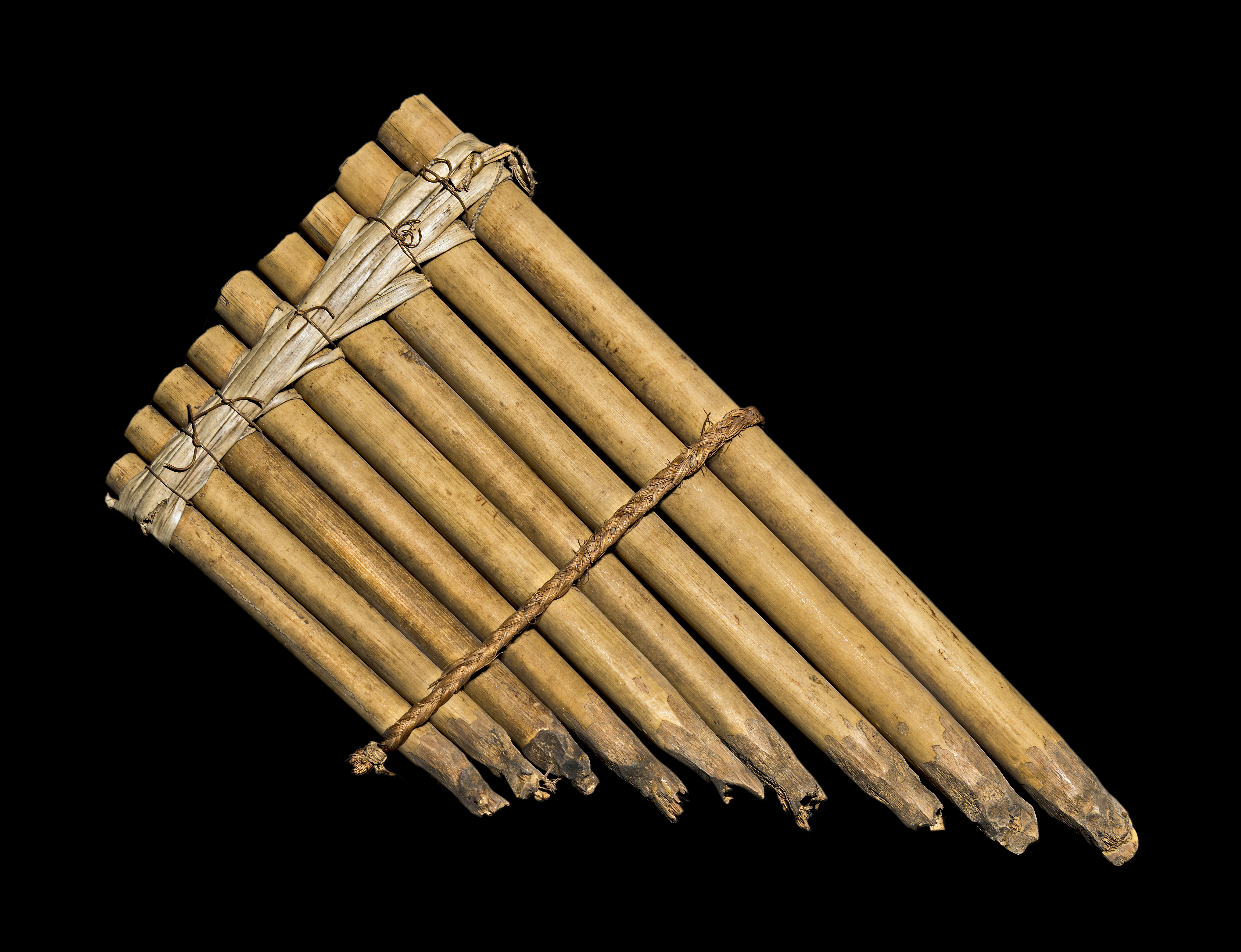
Flauta de pã do século XIX das Ilhas Salomão, em exibição no Museu de Toulouse, na França

## Cultura
A cultura das Ilhas Salomão reflete a extensão da diferenciação e diversidade entre os grupos que vivem no arquipélago das Ilhas Salomão, que fica na Melanésia, no Oceano Pacífico, com os povos distinguidos por ilha, idioma, topografia e geografia. A área cultural inclui o estado nacional das Ilhas Salomão e da ilha de Bougainville, que faz parte da Papua-Nova Guiné.
As Ilhas Salomão incluem algumas sociedades culturalmente polinésias que se encontram fora da principal região de influência polinésia, conhecida como Triângulo Polinésio.